# From This Moment On
«From This Moment On» (en español A partir de este momento) es una canción escrita y producida por los cantautores Shania Twain y Robert John Mutt Lange. Fue grabada por Twain en su tercer álbum, Come on Over (1997) (en español Ven). Se lanzó como cuarto sencillo para un público country, como segundo sencillo para una audiencia pop de Norteamérica, y como tercer sencillo para los mercados internacionales.
La canción fue escrita durante un encuentro en Italia, donde los autores decidieron representar sus sentimientos entre ellos. Formó parte de la lista de temas en sus dos giras de concierto (Come on Over Tour 1998-1999 y Up! Tour 2003-2004). En 2006, Gigmasters.com realizó un estudio y la canción «From This Moment On» figuraba como la tercera canción más solicitada para ceremonias de bodas. En la versión original del álbum Come on Over, Shania canta la canción a dúo con el cantante de country Bryan White, mientras que en la versión internacional la interpreta en solitario.

## Videoclip
El videoclip de «From This Moment On» se filmó en la ciudad de Nueva York el 27 de agosto de 1998 bajo la dirección de Paul Boyd y fue lanzado oficialmente el 27 de septiembre del mismo año. En el videoclip se puede observar a Twain con un sari dorado caminando por un pasillo, tratando de pasar por varias puertas cerradas hasta que, finalmente, entra por una puerta abierta y se encuentra con la orquesta. A lo largo del camino, Twain vocaliza la canción hasta terminar cantando con los músicos. El vídeo se encuentra disponible en el DVD de Twain The Platinum Collection (Colección Platino).

## Recepción
«From This Moment On» debutó en el Billboard Hot Country Singles & Tracks (Cartelera de éxitos de Sencillos y Pistas de música Country) en la semana del 14 de marzo de 1998 en la posición 68. El sencillo se mantuvo en la lista durante 32 semanas y llegó al número 6 la semana del 25 de julio del mismo año, puesto en el que permaneció durante siete días. El lento ascenso de la canción se debe a que competía con otra balada del mismo álbum, «You're Still the One».
En la radio Adulto Contemporáneo la canción debutó en el número 27, durante la semana del 12 de septiembre de 1998. Se mantuvo durante 68 semanas en la lista y ascendió rápidamente hasta alcanzar el número 1 durante la semana del 5 de diciembre de 1998.
En el Hot 100 debutó en el número cinco en la semana del 5 de diciembre de 1998, el debut más alto de un sencillo de Twain en cualquier lista de Billboard. Se mantuvo cuarenta semanas en la lista y llegó a alcanzar el número cuatro la semana del 19 de diciembre del mismo año, donde permaneció durante dos semanas. Además, llegó al número 15 en la lista de las canciones más radiadas (Billboard Hot 100 Airplay). Hasta el año 2020, From This Moment On era su segundo sencillo más exitoso de su carrera musical.
Internacionalmente, «From This Moment On» alcanzó el top 5 en Australia y Canadá y el top 10 en el Reino Unido y Nueva Zelanda.

## Versiones de audio
En la versión original del álbum, Twain interpreta la canción a dúo con Bryan White. Fue estrenada como sencillo solo en las estaciones de radio country, mientras que Twain grabó otra versión en solitario para el lanzamiento en Europa y en las estaciones de radio pop y adulto contemporáneas en Norteamérica.
- Versión original (con Bryan White) (versión country) - 4.43
- Versión original (edición de radio) - 3.12
- Versión internacional - 4:59
- The Right Mix / Norteamérica Versión Internacional - 4:10
- The Right Mix Radio Edit / Versión Greatest Hits - 3:45
- Dance Mix - 6:20
- Tempo Mix - 4:03
- The Single Mix - 3:42
- Directo desde Dallas - 4.15
- Directo desde Up! Close and Personal - 4:07

## Posicionamiento
| Listas                                       | Posición |
| -------------------------------------------- | -------- |
| Australian ARIA Charts                       | 2        |
| Canadian Singles Chart                       | 4        |
| Países Bajos                                 | 53       |
| Francia Chart                                | 35       |
| Nueva Zelanda Singles Chart                  | 7        |
| Suecia                                       | 15       |
| Reino Unido                                  | 9        |
| EE.UU Billboard Hot Country Singles & Tracks | 6        |
| EE.UU Billboard Adult Contemporary           | 1        |
| EE.UU Billboard Hot 100                      | 4        |
| EE.UU Billboard Top 40 Tracks                | 16       |
| EE.UU Billboard Top 40 Mainstream            | 16       |
| EE.UU Billboard Adult Top 40                 | 22       |
| EE.UU ARC Weekly Top 40                      | 2        |
| Canadá RPM Country Singles                   | 1        |